# Gunnar Konsmo
Gunnar Konsmo (* 13. Juni 1922 in Rælingen; † 10. April 1996 in Oslo) war ein norwegischer Eisschnellläufer.

## Leben
Mit seinem jüngeren Bruder Roald (1928–2017) gründete er eine Baufirma zum Hausbau namens Brødrene Konsmo in der Region Oslo. Sein Bruder war ebenfalls ein guter Eisschnellläufer (Zweiter der norwegischen Meisterschaften 1949 und 1950). Auch Gunnar Konsmos Sohn Øystein (* 1952) war ein guter Eisschnellläufer (spezialisiert auf die Sprintdesziplin). Seine Tochter Kirsten (* 1954) gewann 1972 die norwegische Jugendmeisterschaft.

## Erfolge
Bei den norwegischen Jugendmeisterschaften über drei Distanzen (500, 1500 und 5000 m) holte er 1940 im Tønsberg stadion die Goldmedaille vor Yngvar Karlsen und Richard Greger.
Bei der inoffiziellen Eisschnelllauf-Mehrkampfeuropameisterschaft 1946 in Trondheim hatte er über 500 m hinter Thomas Byberg mit 44,60 s die zweitbeste Zeit und wurde insgesamt Sechster. Im Anschluss wurde er bei der inoffiziellen Eisschnelllauf-Mehrkampfweltmeisterschaft 1946 in Oslo, die von Odd Lundberg gewonnen wurde, Sechzehnter.
Sein bestes Ergebnis bei den norwegischen Mehrkampfmeisterschaften (Kombination 500, 1500, 5000 und 10.000 m) hatte er mit seinem fünften Platz ebenfalls 1946. In Oslo war hier wiederum die Kurzstrecke (500 m) seine beste Disziplin: Mit 44,90 s wurde er Dritter. Die Meisterschaft wurde von Aage Johansen gewonnen.
Nach guten Ergebnissen 1948 wurde er für die Olympischen Winterspiele 1948 ausgewählt. Dort trat er auf der 1500-m-Strecke an und wurde Zehnter.
Im Alter von 66 Jahren lief er noch Rennen mit guten Ergebnissen.
Sein Grab befindet sich auf Oslos größtem Friedhof, dem Vestre gravlund.

## Bestleistungen
- 500 m: 44,60 s, 1. Januar 1958, Oslo
- 1000 m: 1:43,30 min, 1. Januar 1955, Oslo
- 1500 m: 2:20,20 min, 29. Januar 1948, St. Moritz
- 3000 m: 5:07,20 min, 21. Februar 1946, Helsinki
- 5000 m: 8:45,60 min, 3. März 1951, Lillehammer
- 10.000 m: 18:17,80 min, 3. März 1951, Lillehammer[6]